# Teoría de la conspiración de las estelas químicas

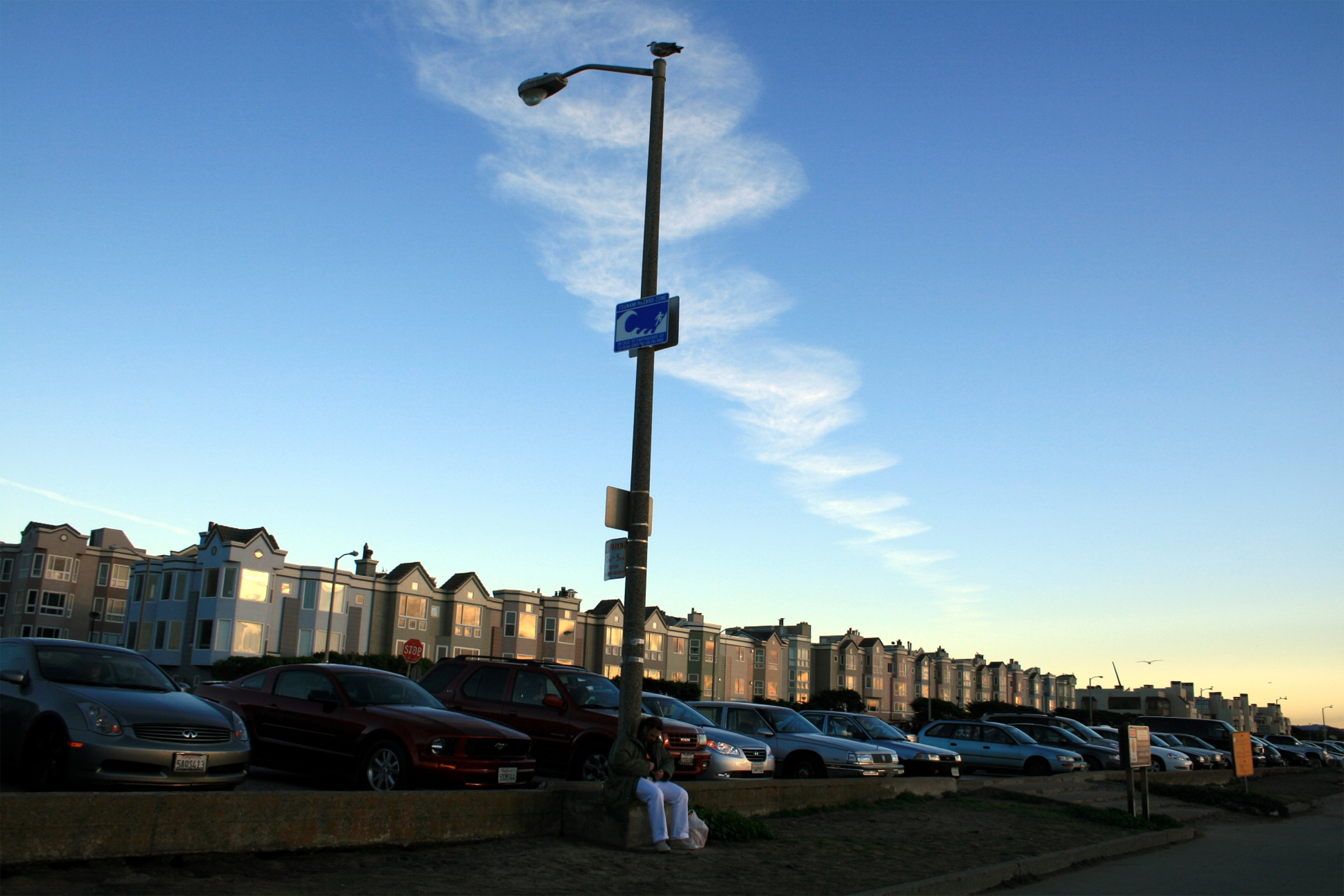
Estela de condensación sobre San Francisco, la cual podría ser identificada por una estela química por los defensores de la existencia de este supuesto fenómeno conspirativo.

La teoría conspirativa de las estelas químicas, también llamadas quimioestelas (chemtrails en inglés), plantea la creencia errónea de que las estelas de condensación de larga duración dejadas por los aviones a gran altura son en realidad «estelas químicas» que consisten en agentes químicos o biológicos rociados por los aviones con fines nefastos no revelados al público en general. Los creyentes en esta teoría conspirativa dicen que si bien las estelas de vapor normales se disipan relativamente rápido, las estelas que permanecen más tiempo deben contener sustancias adicionales. Quienes se suscriben a la teoría especulan con que el propósito de la liberación química podría ser el manejo de la radiación solar, modificación del clima, manipulación psicológica, control de la población humana o una guerra biológica o química, y que las estelas causan enfermedades respiratorias y otros problemas de salud.
Estas afirmaciones han sido desestimadas por la comunidad científica. No hay evidencia de que las supuestas estelas químicas difieran de las estelas de vapor normales a base de agua que dejan los aviones de alto vuelo en ciertas condiciones atmosféricas. Aunque los defensores han intentado probar que ocurre una pulverización química, sus análisis han sido erróneos o basados en conceptos erróneos. Debido a la persistencia de la teoría conspirativa y las preguntas sobre  participación gubernamental, los científicos y las agencias gubernamentales de todo el mundo han explicado en repetidas ocasiones que las supuestas estelas químicas son de hecho estelas de vapor normales. Es importante hacer notar que no se incluye en este término la dispersión de sustancias químicas para fines reconocidos (fumigación, sembrado de nubes, exhibiciones aéreas, etc.).

## Etimología
El término chemtrail es una contracción de las palabras químico y estela en inglés (chemical y trail), así como contrail (estela de vapor) es una contracción de condensación y estela en inglés (condensation y trail). En español el vocablo «quimioestela» es el resultado de la derivación de «estela» mediante el prefijo «quimio-».

## Historia

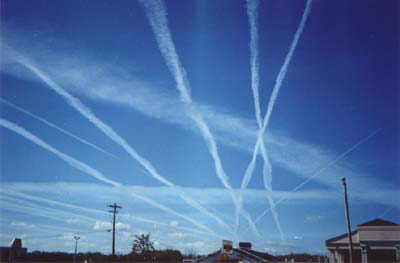
Múltiples estelas concurrentes. Su duración depende del clima, especialmente la temperatura, humedad y velocidad del viento.

Las teorías conspirativas de las estelas químicas o chemtrails comenzaron a circular después de que la Fuerza Aérea de los Estados Unidos (USAF) publicara un informe de 1996 sobre modificación del clima. Después del informe, a fines de la década de 1990, la USAF fue acusada de «rociar a la población estadounidense con sustancias misteriosas» desde los aviones «generando patrones de estelas inusuales». Las teorías fueron publicadas en foros de Internet por personas como Richard Finke y William Thomas, y se encontraban entre las muchas teorías conspirativas popularizadas por el presentador de radio nocturna Art Bell a partir de 1999. A medida que la teoría conspirativa de las estelas químicas se popularizaba, los funcionarios federales fueron inundados por llamadas y cartas por la población exacerbada.
En el año 2000, la Agencia de Protección Ambiental (EPA), la Administración Federal de Aviación (FAA), la Administración Nacional de Aeronáutica y del Espacio (NASA) y la Administración Nacional Oceánica y Atmosférica (NOAA) publicaron una respuesta conjunta que intentaba disipar los rumores. Muchos creyentes de la teoría conspirativa interpretaron las hojas informativas de las agencias como una prueba más de la existencia de un encubrimiento por parte del gobierno. La EPA renovó su publicación en 2015.
A principios de la década del 2000, la USAF publicó una hoja informativa sin fecha que indicaba que las teorías conspirativas de las estelas químicas eran un engaño alimentado en parte por citas a una publicación de estrategia de 1996 redactada dentro de su Universidad del Aire titulado El clima como multiplicador de fuerza: adueñándose del clima en 2025. Dicha publicación fue presentada en respuesta a una directiva militar para delinear un futuro sistema estratégico de modificación del clima con el propósito de mantener el dominio militar de los Estados Unidos en el año 2025, e identificado como «representaciones ficticias de situaciones/escenarios futuros». La USAF aclaró una vez más en 2005 que el documento «no refleja la política, práctica o capacidad militar actual» y que «no está llevando a cabo ningún experimento o programa de modificación del clima y no tiene planes de hacerlo en el futuro». Además, la USAF afirma que la farsa de las estelas químicas «ha sido investigada y refutada por múltiples universidades, organizaciones científicas y publicaciones de medios de comunicación importantes y acreditados».
Actualmente estas teorías conspirativas rara vez son cubiertas por los principales medios de comunicación, y cuando lo son, generalmente se presentan como un ejemplo de paranoia antigubernamental. Por ejemplo, en 2013, cuando se hizo público que la CIA, la NASA y la NOAA tenían la intención de proporcionar fondos a la Academia Nacional de Ciencias para realizar investigaciones sobre métodos para contrarrestar el calentamiento global con geoingeniería, un artículo en International Business Times anticipó que «La idea de que cualquier agencia gubernamental busque formas de controlar o manipular el clima se enfrentará al escrutinio y al temor de una conspiración maligna» [ sic ], y mencionó las teorías conspirativas de las estelas químicas como ejemplo.
Diversos políticos, incluso con responsabilidades parlamentarias, se han hecho eco de esta teoría conspirativa. Así, en 2023 el diputado e ingeniero agrónomo uruguayo César Vega (1962‑) ―del PERI (Partido Ecologista Radical Intransigente)― manifestó en redes sociales que está preparando un proyecto de ley para «frenar» aviones que, según él, estarían cambiando el clima; además, pidió explicaciones al Ministerio de Defensa del país por la posible dispersión en aviones de «estelas químicas».
También en 2023, el diputado tránsfuga de Ciudadanos Antonio Cambronero preguntaba en el Congreso de los Diputados al Gobierno de España si está manipulando el clima a través del rociado de productos químicos y «qué productos, modos, sistemas y medios está usando el Gobierno para esta manipulación».

## Descripción

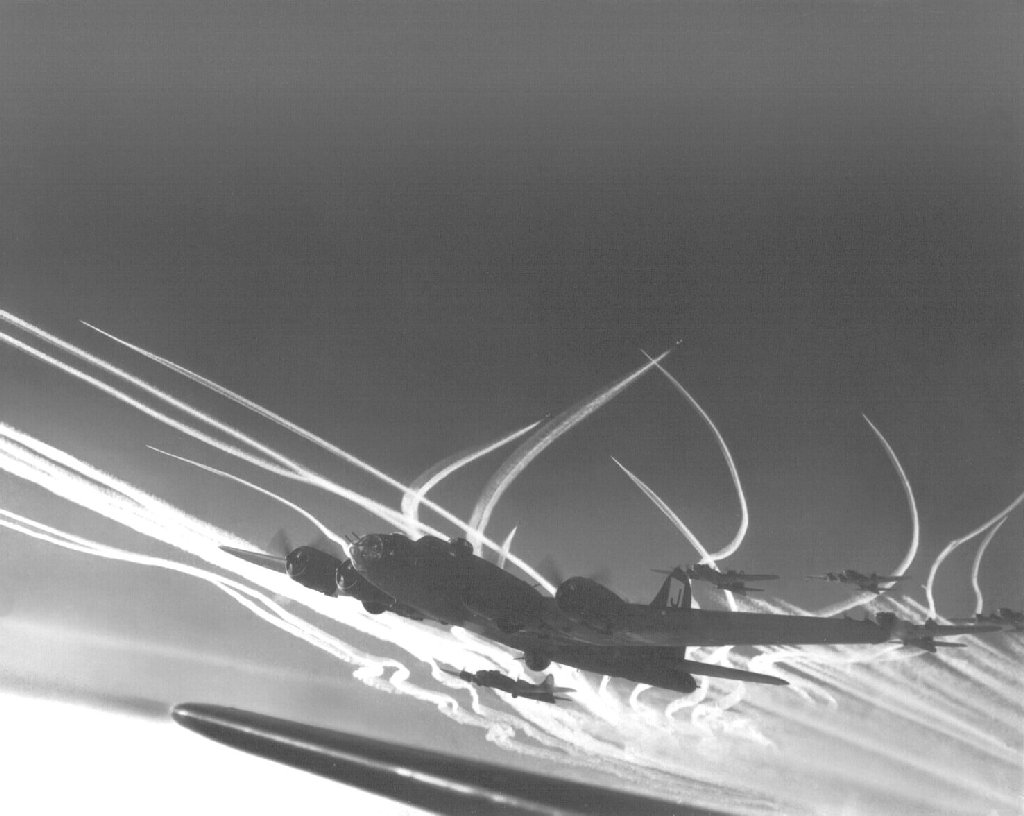
Estelas generadas en la Segunda Guerra Mundial.

Los proponentes de la teoría conspirativa de las estelas químicas encuentran sustento para las mismas en sus interpretaciones de los fenómenos del cielo, videos publicados en Internet e informes sobre programas gubernamentales. También tienen ciertas creencias sobre los objetivos de la supuesta conspiración y los efectos de sus supuestos esfuerzos y, en general, toman ciertas medidas basadas en esas creencias.

### Interpretación de la evidencia
Los defensores de la teoría conspirativa de las estelas químicas dicen que las estelas químicas se pueden distinguir de las estelas de vapor normales por su larga duración, afirmando que cuando los rastros dejados por los aviones persisten durante medio día o se transforman en nubes similares a cirros se trata en realidad de estelas químicas. Afirman también que a partir de 1995 las estelas tienen una composición química diferente y duran mucho más en el cielo. Asimismo no reconocen la evidencia de estelas de vapor de larga duración que se muestran en las fotografías de la era de la Segunda Guerra Mundial.
Los proponentes de la teoría conspirativa caracterizan a las estelas como corrientes que persisten durante horas y que, con sus patrones de rayas entrecruzadas, cuadriculadas o paralelas, finalmente se mezclan para formar grandes nubes. Ven la presencia de colores visibles del espectro en las corrientes, concentraciones inusuales de rastros del cielo en una sola área o rastros persistentes dejados por aviones militares o sin marcar que vuelan a altitudes o ubicaciones atípicas como señales de estelas químicas.
Se ha afirmado que las fotografías de barriles instalados en el espacio de pasajeros de una aeronave para realizar pruebas de vuelo muestran en realidad sistemas de dispersión de aerosoles. sin embargo el verdadero propósito de los barriles es simular el peso de los pasajeros o la carga. Los barriles se llenan de agua, y el agua se puede bombear de barril a barril para probar diferentes centros de gravedad mientras el avión está en vuelo. Un ejemplo fue la visita de la canciller alemana Angela Merkel a Exhibición Aeroespacial Internacional y la malinterpretación de dichos barriles.
En una entrevista para The Joe Rogan Experience el exempleado de la CIA y denunciante Edward Snowden, declaró que había buscado en toda la información secreta del gobierno de los EE. UU. tratando de encontrar evidencia sobre (extraterrestres y) estelas químicas.  Según un informe de CNN sobre la transmisión web, dijo: «En caso de que se lo pregunte: ...los chemtrails no son reales» y: «Tenía un nivel de acceso ridículo a las redes de la NSA, la CIA, los militares, todos estos grupos. No pude encontrar nada».
Jim Marrs ha citado un informe de la estación de televisión de Luisiana de 2007 como evidencia de las estelas químicas. En el informe, se estudió el aire debajo de una trama cruzada de supuestos chemtrails y aparentemente se encontró que contenía niveles inseguros de bario: con 6.8 partes por millón, tres veces el límite recomendado por los Estados Unidos a nivel nacional. Sin embargo, un análisis posterior de las imágenes mostró que el equipo había sido mal utilizado y la lectura exagerada por un factor de 100. El verdadero nivel de bario medido era tanto habitual como seguro.
En mayo de 2014, un video que se volvió viral mostraba un avión comercial de pasajeros aterrizando en una noche de niebla, lo cual se describió como emisión de estelas químicas. Discovery News señaló que los pasajeros sentados detrás de las alas verían claramente cualquier cosa que fuera rociada, lo que frustraría cualquier intento de mantenerlo en secreto, y que la supuesta emisión química no era más que la turbulencia normal causada por las alas, visible debido a la niebla. En octubre de 2014, el inglés Chris Bovey filmó un video de un avión desalojando combustible en un vuelo de Buenos Aires a Londres, que tuvo que descargar combustible para aligerar su carga para un aterrizaje de emergencia en São Paulo. El clip se volvió viral en Facebook, con más de tres millones de vistas y siendo compartido más de 52,000 veces, siendo citado como evidencia de estelas químicas. Más tarde Bovey reveló que la publicación del video se hizo como una broma y como consecuencia fue objeto de algunos abusos verbales y amenazas por parte de varios creyentes de la conspiración.

En algunos casos, los productos químicos se describen como sales de bario y aluminio, fibras de polímero, torio o carburo de silicio, así como bacterias no especificadas.

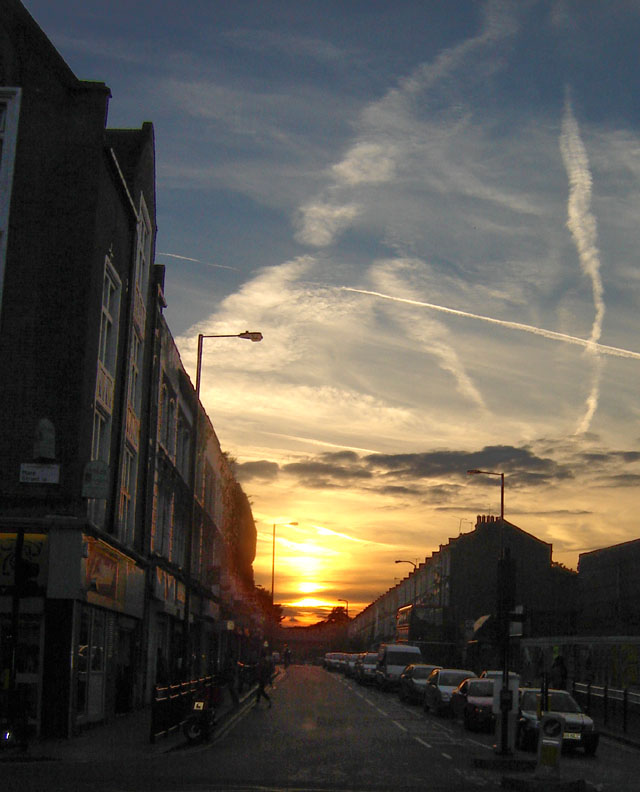
Estelas en una puesta de sol londinense.

Los creyentes en las estelas químicas a veces confunden la existencia de programas gubernamentales de siembra de nubes, gestión de la radiación solar, reducción de dióxido de carbono u otras investigaciones sobre ingeniería climática como evidencias de la conspiración. En España, por ejemplo, el Boletín Oficial del Estado admite abiertamente la existencia de estos programas, pero no que las estelas de los aviones comerciales convencionales se traten de agentes químicos o biológicos.

### Creencias
Se han propagado varias versiones de la teoría conspirativa de estelas químicas a través de Internet y en programas de radio. Hay sitios web dedicados a la teoría conspirativa, y es particularmente favorecida por los grupos de ultraderecha porque encaja bien con la profunda desconfianza del gobierno que los caracteriza.
Una revisión de 2014 de 20 sitios web sobre estelas químicas encontró que los creyentes apelan a la ciencia en algunos de sus argumentos, pero no creen lo que dicen los científicos académicos o empleados por el gobierno. Los científicos y las agencias federales siempre han negado que existan estelas químicas, explicando que los rastros en el cielo son simplemente estelas de vapor persistentes. La revisión también encontró que los creyentes generalmente sostienen que las estelas químicas son evidencia de una conspiración global; alegan varios objetivos que incluyen ganancias económicas (por ejemplo, manipular precios de futuros o causar enfermedades a las personas para beneficiar a las compañías farmacéuticas), control de la población o pruebas de armas (uso del clima como arma o pruebas de armas químicas o biológicas). Una de estas ideas es que las nubes se están sembrando con materiales conductores de electricidad como parte de un programa masivo de superarmas electromagnéticas basado en el Programa de Investigación de Aurora Activa de Alta Frecuencia (HAARP).
Los creyentes también afirman que las estelas químicas son tóxicas. La revisión de 2014 encontró que en general sostienen que todas las personas están bajo ataque y que a menudo expresan miedo, ansiedad, tristeza y enojo por esto. Un estudio de 2011 de personas de los EE. UU. Canadá y el Reino Unido encontró que el 2.6% de la muestra creía completamente en la teoría conspirativa, y el 14% lo creía parcialmente. Un análisis de las respuestas dadas al Estudio Cooperativo de Elecciones del Congreso estadounidense de 2016 mostró que el 9% de los 36,000 encuestados creía que era «completamente cierto» que «...el gobierno tiene un programa secreto que usa aviones para esparcir productos químicos nocivos en el aire» mientras que un 19% adicional creía que esto era «parcialmente cierto».

### Comportamiento y acciones

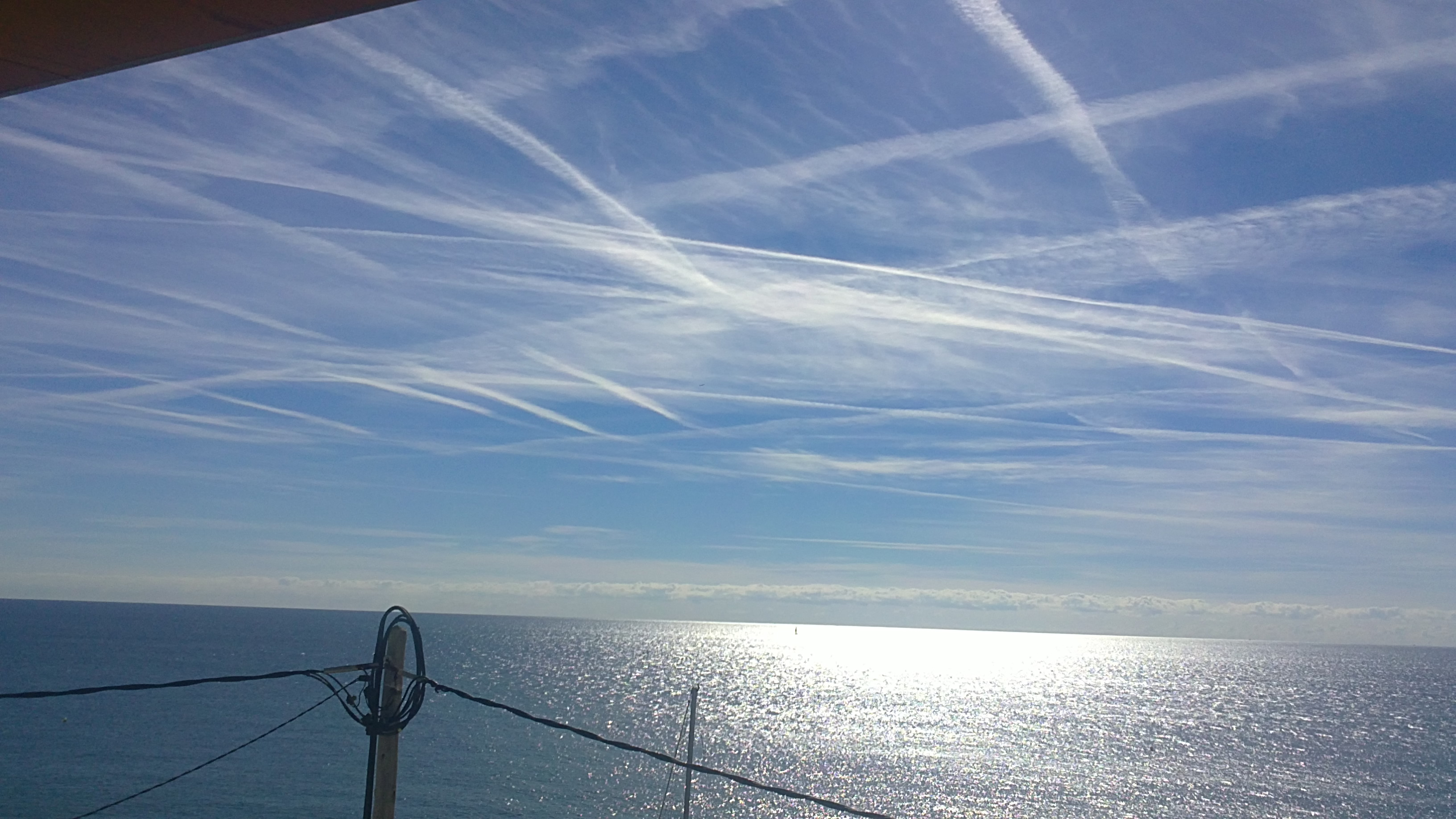
Estelas sobre el mediterráneo en Sitges.

Los proponentes de la conspiración de estelas químicas a menudo describen su experiencia como una experiencia de conversión religiosa. Cuando se «abren los ojos» y se vuelven «conscientes» de las estelas químicas, la experiencia los motiva a hacer campaña de diversas formas. Por ejemplo, a menudo asisten a eventos y conferencias sobre geoingeniería, y han llegado a enviar amenazas a los académicos que trabajan en este campo.
Algunos creyentes de las estelas químicas adoptan las nociones de Wilhelm Reich (1897–1957) quien ideó un dispositivo llamado «cloudbuster» a partir de las tuberías. Reich afirmaba que este dispositivo podía influir en el clima y eliminaba la energía dañina de la atmósfera. Algunos creyentes de las estelas químicas han construido cloudbusters llenos de cristales y limaduras metálicas, que apuntan al cielo en un intento por limpiarlo de estelas químicas.
Los defensores de la teoría conspirativa de las estelas químicas a veces recolectan muestras y las someten a pruebas, en lugar de confiar en informes de laboratorios gubernamentales o académicos, pero sus experimentos generalmente son defectuosos; por ejemplo, recolectar muestras en frascos con tapas metálicas contamina la muestra y por eso no es una práctica aceptada en pruebas científicas. Además se critica que en estos estudios no se analizan las nubes, sino el suelo y que los productos encontrados en ellos son normales y no constituyen peligro para la población.

## Refutaciones a la teoría

### Respuestas gubernamentales

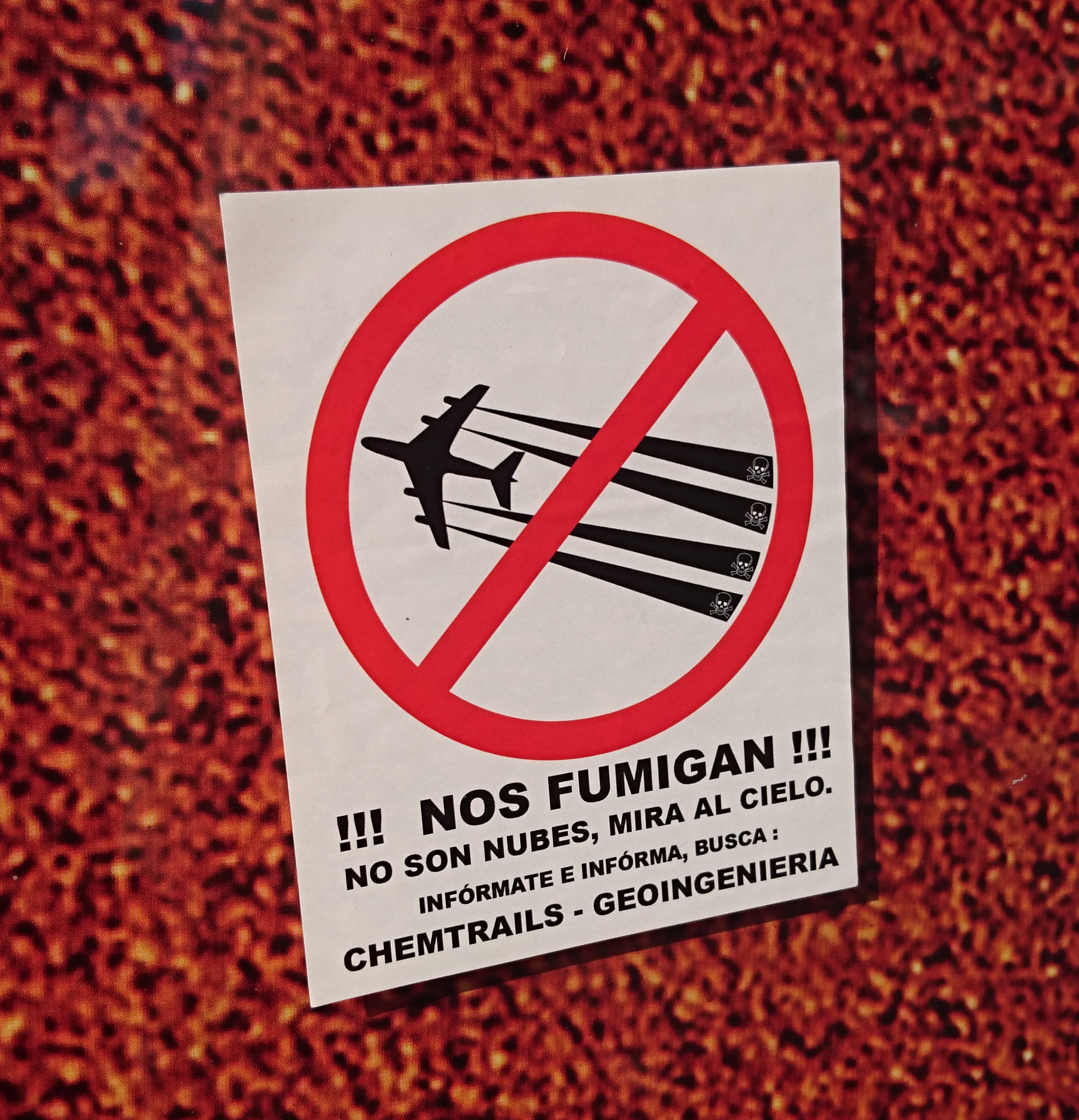
¡Nos fumigan! es uno de los lemas de esta teoría de la conspiración

En 2001, en respuesta a las solicitudes de los constituyentes, el congresista estadounidense Dennis Kucinich introdujo (aunque no fue el autor) HR 2977 (107), la Space Preservation Act of 2001 (Ley de Preservación Del Espacio de 2001) que habría prohibido permanentemente la colocación de armas en el espacio y enumerado las estelas químicas como uno de los múltiples tipos de "armas exóticas" que serían prohibidas. Los defensores de la teoría conspirativa han interpretado esta referencia explícita a las estelas químicas como un reconocimiento oficial de su existencia por parte del gobierno. Los escépticos señalan que el proyecto de ley en cuestión también menciona «armas extraterrestres» y «armas ambientales, climáticas y tectónicas». El proyecto de ley recibió una evaluación desfavorable por parte del Departamento de Defensa de los Estados Unidos y murió en comisión.
En 2003, en una respuesta a una petición de ciudadanos canadienses preocupados sobre «los productos químicos utilizados en las aspersiones aéreas que están afectando negativamente la salud de los canadienses», el Líder de la Casa de Gobierno respondió al afirmando: «No hay evidencia comprobada, científica o de otro tipo, para apoyar la acusación de que se realiza una pulverización a gran altitud en el espacio aéreo canadiense. El término 'chemtrails' es una expresión popularizada, y no hay evidencia científica que respalde su existencia». Continuó declarando también que "creemos que los peticionarios están viendo estelas normales de condensación o contrails".
En el Reino Unido, en 2005, se le preguntó a Elliot Morley, Ministro de Estado del Departamento de Medio Ambiente, Alimentación y Asuntos Rurales «¿qué investigación ha emprendido [el] departamento sobre los efectos contaminantes de las estelas químicas de aviones?», y él respondió que «el departamento no está investigando las estelas químicas de los aviones, ya que no son fenómenos científicamente reconocidos», y que se estaba trabajando para comprender «cómo se forman las estelas y qué efectos tienen en la atmósfera».

### Tiempo de persistencia y aspecto
Los expertos en fenómenos atmosféricos dicen que las características atribuidas a las estelas químicas son simplemente características de las estelas de condensación de vapor que responden a diversas condiciones en términos de luz solar, temperatura, cizalladura horizontal y vertical del viento y niveles de humedad presentes a la altitud a la que vuela la aeronave. En los Estados Unidos, la naturaleza reticular de los carriles de vuelo del Sistema Nacional del Espacio Aéreo tiende a causar estelas cruzadas, y en general es difícil discernir desde el suelo si las estelas superpuestas están a altitudes similares o no. La hoja informativa producida y publicada conjuntamente por la NASA, la EPA, la FAA y la NOAA en 2000 en respuesta a las alarmas sobre las estelas químicas detalla la ciencia de la formación de estelas, y describe los impactos conocidos y potenciales que las estelas tienen sobre la temperatura y el clima. La USAF elaboró una hoja informativa que describía estos fenómenos de estelas tal como han sido observados y analizados desde al menos 1953. También refutó las teorías de las estelas químicas más directamente identificando las teorías como un engaño y refutando la existencia de estelas químicas (chemtrails).

Una encuesta realizada en 2016 a 77 científicos atmosféricos concluyó que «76 de 77 (98.7%) de los científicos que participaron en este estudio dijeron que no había evidencia de un programa atmosférico secreto a gran escala (SLAP), y que los datos citados como evidencia podían explicarse a través de otros factores, como la formación típica de estelas de vapor y las instrucciones incorrectas de muestreo de datos presentadas en los sitios web de SLAP».

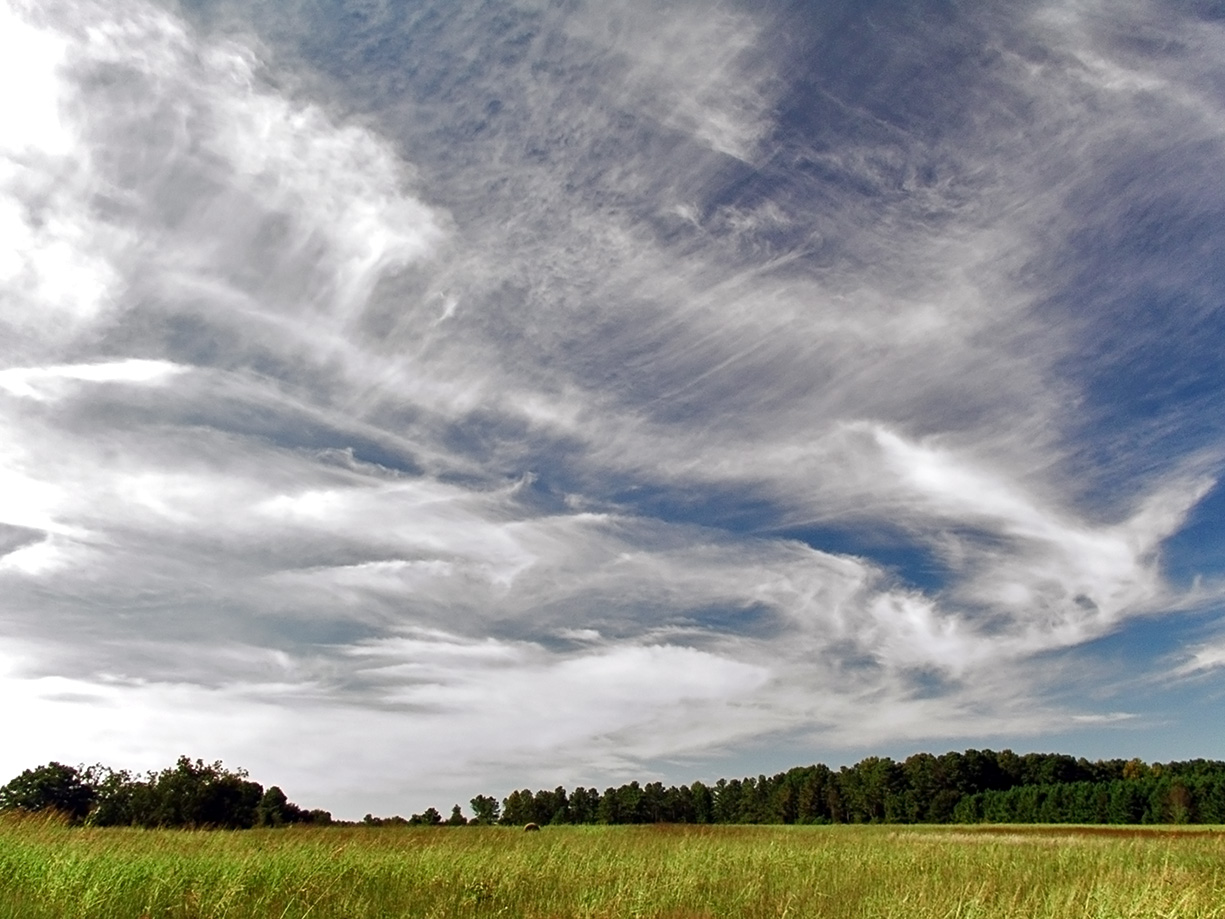
Las estelas de condensación podrían confundirse con cirrus.

### Confusión con cirros
Algunos críticos a esta teoría afirman que gran parte de las supuestas estelas químicas son en realidad cirrus (Cirrus uncinus, cirrocúmulos y cirroestratos). Estos mismos detractores insisten en que las supuestas estelas químicas detectadas se encuentran a gran altura y no -como afirman algunos defensores de la versión de la conspiración- a baja altura.

### Magnitud de la conspiración
Los críticos argumentan que, dada la magnitud de la supuesta operación para producir estelas químicas, sería necesaria la implicación de un gran número de individuos. Además, muchas estelas químicas provienen de aviones civiles, lo que hace aún más difícil mantener el secreto. Para contrarrestar este argumento, algunos sugieren que los productos químicos pueden ser añadidos deliberadamente al combustible sin que el piloto tenga conciencia del mismo. La Fuerza Aérea de los Estados Unidos (USAF) ha afirmado que su única unidad capaz de efectuar fumigaciones es la 910, que emplea para ello aviones C-130 Hercules.

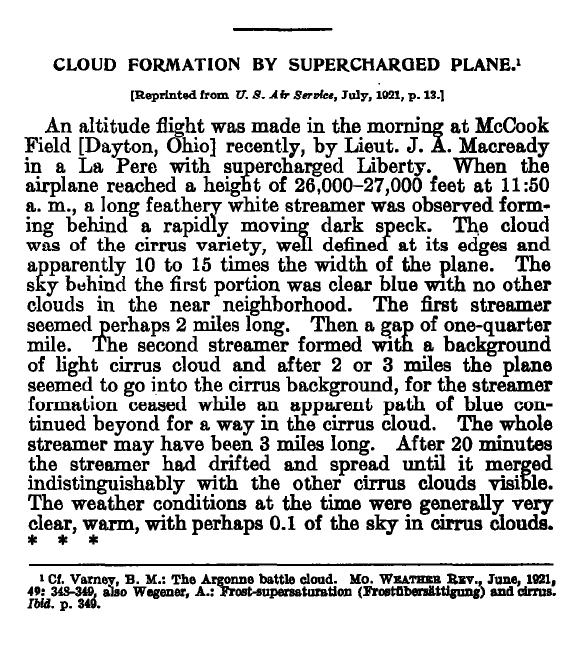
Primera descripción de estelas persistentes, en 1921.

En este mismo sentido el astrónomo Bob Berman ha caracterizado la teoría conspirativa de las estelas químicas como un ejemplo clásico de la no aplicación del principío lógico conocido como la navaja de Occam, escribiendo en 2009 que en lugar de adoptar la «solución simple» establecida desde hace mucho tiempo que los rastros consisten en vapor de agua condensado, los sitios web conspirativos creen que el fenómeno comenzó hace solo una década e involucra una conspiración maligna de la que participan 40,000 pilotos comerciales y controladores de tráfico aéreo que están en el complot para envenenar a sus propios hijos».
Patrick Minnis, un científico atmosférico del Centro de Investigación Langley de la NASA en Hampton, Virginia, ha dicho que la lógica no disuade a la mayoría de los defensores de la teoría conspirativa de las estelas químicas: «Si intentas precisarles a estas personas y refutar las cosas, es: 'Bueno, tú solo eres parte de la conspiración'», dijo.

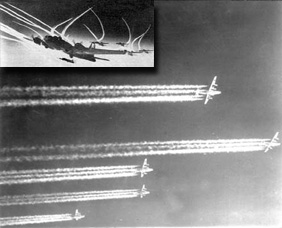
Estelas de condensación del motor de aviones de hélice, principios de la década de 1940

El análisis del uso de rutas comerciales de aviones para la ingeniería climática ha demostrado que, en general, no son adecuadas.

### Existencia del fenómeno antes de los años 90
La existencia de las estelas de condensación es conocida desde, al menos, 1918, fecha de la primera descripción conocida. Dicha descripción la dio el capitán Ward S. Wells durante la ofensiva de Meuse-Argonne en la Primera Guerra Mundial. El primer informe de una estela de condensación persistente data de 1921 y apareció en el Monthly Weather Review. Además, existen abundantes fotos de la Segunda Guerra Mundial, la Fuerza Aérea de los Estados Unidos tiene constancia de su presencia desde 1953 y se mencionan en el Atlas de Nubes de 1975.

## Estelas de condensación

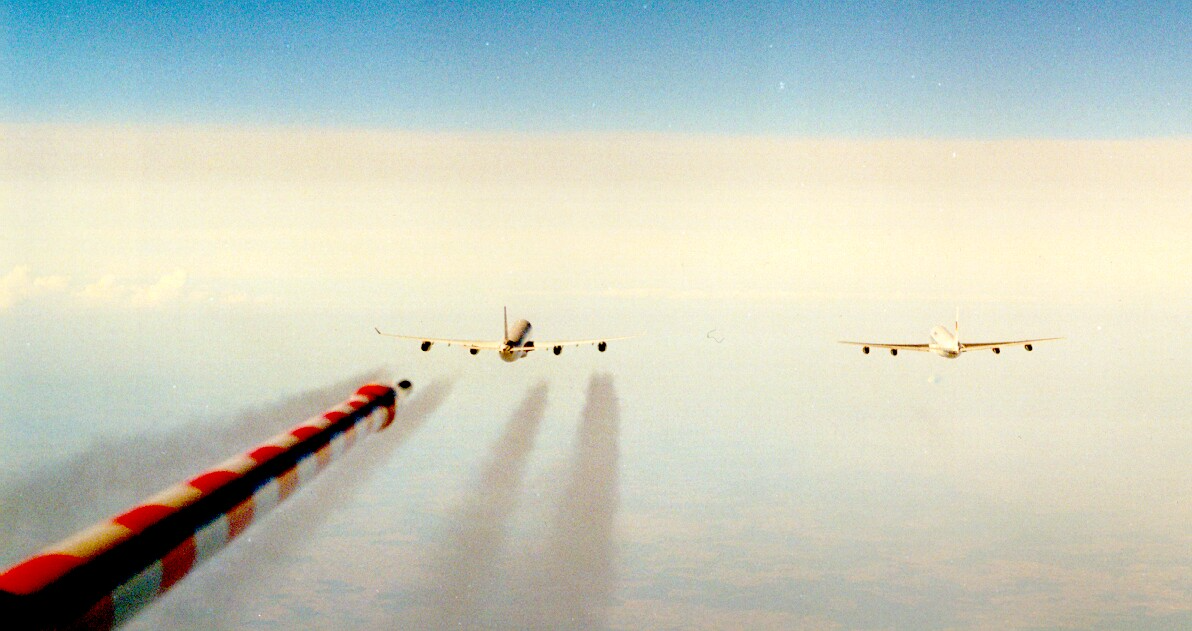
Pruebas de estelas en un Airbus A340 y un Boeing 707

Las estelas de vapor, o senderos de condensación, (contrails en inglés) son «rayas de vapor de agua condensada creadas en el aire por un avión o cohete a gran altura». La combustión de combustibles fósiles (como en los motores de pistón y de reacción) produce dióxido de carbono y vapor de agua. A grandes altitudes, el aire es muy frío por lo cual el aire caliente y húmedo del escape del motor se mezcla con el aire circundante más frío, haciendo que el vapor de agua se condense en gotitas o cristales de hielo que forman nubes visibles. La velocidad a la que se disipan las estelas depende completamente de las condiciones climáticas. Si la atmósfera está cerca del límite de saturación de humedad, la estela puede permanecer visible por un tiempo relativamente largo. Por el contrario, si la atmósfera es seca, la estela se disipará rápidamente.
Está bien establecido por los científicos atmosféricos que las estelas de condensación pueden persistir durante horas, y que es normal que se extiendan en láminas tipo cirrus. Los cristales de hielo de diferentes tamaños en las estelas descienden a diferentes velocidades, lo que extiende la estela verticalmente. Luego, la diferencia en las velocidades del viento entre las altitudes (cizalladura del viento) da como resultado la propagación horizontal de la estela. Este mecanismo es similar a la formación de las nubes cirrus uncinus. Las estelas de vapor que se encuentran a altitudes de entre 7500 y 12 000 metros pueden a menudo fusionarse en una hoja entrelazada «casi sólida». Las estelas pueden tener una extensión lateral de varios kilómetros, y dado el tráfico aéreo suficiente, es posible que las estelas creen un cielo completamente nublado que aumente el presupuesto de hielo de las estelas individuales y persista durante horas.